# Beach volley ai Giochi della XXVIII Olimpiade
Gli incontri di beach volley ai Giochi della XXVII Olimpiade furono disputati ad Atene dal 14 al 25 agosto 2004.

## Podi

### Uomini
| Evento                           | Oro                                      | Argento                           | Bronzo                                 |
| Beach volley maschile (dettagli) | Brasile Ricardo Alex Santos Emanuel Rego | Spagna Javier Bosma Pablo Herrera | Svizzera Stefan Kobel Patrick Heuscher |

### Donne
| Evento                            | Oro                               | Argento                           | Bronzo                                 |
| Beach volley femminile (dettagli) | Stati Uniti Kerri Walsh Misty May | Brasile Shelda Bede Adriana Behar | Stati Uniti Holly McPeak Elaine Youngs |

## Medagliere
| Posizione | Paese       |   |   |   | Totale |
| --------- | ----------- | - | - | - | ------ |
| 1         | Brasile     | 1 | 1 | 0 | 2      |
| 2         | Stati Uniti | 1 | 0 | 1 | 2      |
| 3         | Spagna      | 0 | 1 | 0 | 1      |
| 4         | Svizzera    | 0 | 0 | 1 | 1      |
| Totale    | Totale      | 2 | 2 | 2 | 6      |